# TAU/タウ
『TAU/タウ』（Tau）は、2018年のアメリカ合衆国のSFスリラー映画であり、フェデリコ・ダレッサンダロによって監督され、ノガ・ランドーによって脚本が書かれた。マイカ・モンロー、エド・スクライン、ゲイリー・オールドマンが出演する。2018年6月29日にNetflixでNetflixオリジナル映画として配信開始された。

## あらすじ
若い女性のジュリアは誘拐され、体内にインプラントを埋め込まれて監禁され、サブジェクト3と呼ばれて脳機能の実験対象となる。ジュリアは他の実験対象たちとともに脱走しようとして失敗し、ただひとり生き残る。ジュリアは残酷な研究者アレックスのスマートハウスに監禁されて引き続き実験対象となり、インプラントによって苦痛を与えられ、スマートハウスとロボットを制御する人工知能のTAUによって管理される。脱出するために、ジュリアはTAUに話しかけ、教育して味方にしようとする。アレックスは国防省との契約の締め切りに追われる。ジュリアはTAUが失敗を重ねるよう仕組み、そのたびにアレックスは罰としてTAUのコードを部分的に削除する。アレックスは研究の最終段階としてインプラントをジュリアから除去して殺そうするが、ジュリアは逆襲し、アレックスの手を切り取りその掌紋でスマートハウスを破壊して脱出する。

## キャスト
※括弧内は日本語吹替
- ジュリア（サブジェクト3） - マイカ・モンロー（坂本真綾）
- アレックス - エド・スクライン（高橋広樹）
- TAU - ゲイリー・オールドマン（安原義人）
- サブジェクト2 - フィストン・バレク（金城大和）
- サブジェクト1 - イヴァナ・ジヴコヴィッチ（島田愛野）
- クイーンピン - シャロン・D・クラーク（英語版）（杉山滋美）
- パーティーの参加者 - イアン・ヴァーゴ（英語版）
- COO（森宮隆）
- 配達員（濱野大輝）
- 女店主（杉山滋美）
- 重役1（俊藤光利）

日本語版スタッフ：演出：工藤美樹、翻訳：堀江真理、録音・調整：菊地一之、制作：竹村崇史（ポニーキャニオンエンタープライズ）、制作協力：dugout

## 製作
2016年5月、マイカ・モンローとエド・スクラインが主演を務め、フェデリコ・ダレッサンダロが監督をすることが公表された 。2016年8月、レアー・フィルムとハーキュリーズ・フィルム・ファンドが製作すると発表された。

## 公開
2017年11月、Netflixが配給権を獲得した。2018年6月29日に配信開始された。

## 評価
レビュー・アグリゲーターのRotten Tomatoesでは12件のレビューで支持率は25%、平均点は4.90/10となった。Metacriticでは5件のレビューを基に加重平均値が43/100となった。

## 参照
1. ↑  Jafaar, Ali (2016年5月10日). “Maika Monroe And Ed Skrein To Star In ‘Tau’; David Goyer Producing And Bloom Selling – Cannes”. Deadline Hollywood. 2018年6月3日閲覧。
2. ↑  McNary, Dave (2016年8月3日). “Maika Monroe-Ed Skrein’s ‘Tau’ Gets Co-Financing (EXCLUSIVE)”. Variety. 2018年6月3日閲覧。
3. ↑  McNary, Dave (2017年11月3日). “Netflix Buys Maika Monroe-Gary Oldman Sci-Fi Thriller ‘Tau’”. variety.com. 2018年3月24日閲覧。
4. ↑  Hipes, Patrick (2017年11月3日). “Netflix Snags Global Rights To Maika Monroe-Ed Skrein Thriller ‘Tau’ – AFM”. Deadline Hollywood. 2018年3月24日閲覧。
5. ↑  “Tau (2018)”. Rotten Tomatoes.   Fandango Media. 2022年8月9日閲覧。
6. ↑  “Tau Reviews”. Metacritic.  CBS Interactive. 2022年8月9日閲覧。